# Rytmi
Rytmi var ett finländskt skivbolag, grundat 1940 i Helsingfors. Bolaget verkade fram till 1948, då det gick i konkurs och köptes upp av Musiikki-Fazer.
Skivbolaget grundades i november 1940 av Rafael Ylkänen och Paavo Arni, som var ljudingenjörer på Yle. Inte förrän 1942 började bolaget ge ut skivor, men affärerna blev inte framgångsrika och bolaget gjorde konkurs 1948, varvid det uppköptes av Musiikki-Fazer. Officiellt slogs bolagen ihop 1949. 1966 återupptogs Rytmis verksamhet i någon mån inom Musiikki-Fazer, nu genom det nybildade Finnlevy, som nedlade sin verksamhet under 1970-talet.
Rytmis studioorkester var Rymi-orkesteri, med vilken bland andra Henry Theel, Georg Malmstén, Eero Väre och Olavi Virta gjorde inspelningar. Andra artister som var knutna till bolaget var Eino Grön, Tapio Rautavaara och Kauko Käyhkö.